# قسم تشنار الريفي (مقاطعة دنا)
قسم تشنار الريفي (بالفارسية: دهستان چنار) هي قسم تقع في إيران في ناحية كبغيان. يقدر عدد سكانها بـ 2,297 نسمة .